# Хемик (волейбольный клуб)
«Хемик» (пол. Chemik) — польский женский волейбольный клуб из Полице. 

## Достижения
- 11-кратный чемпион Польши — 1994, 1995, 2014—2018, 2020—2022, 2024;
  - бронзовый призёр чемпионата Польши 1996.
- 10-кратный победитель розыгрышей Кубка Польши — 1993—1995, 2014, 2016, 2017, 2019—2021, 2023;
  - двукратный серебряный призёр Кубка Польши — 1996, 2015.
- 4-кратный обладатель Суперкубка Польши — 2014, 2015, 2019, 2023.

- бронзовый призёр Кубка обладателей кубков ЕКВ 1994.

## История
Женский волейбольный клуб «Хемик» был образован в 1988 году в городе Полице при местном химическом заводею. Команда получила название «Комфорт» по транспортной компании, ставшей ещё одним спонсором клуба. В 1993 волейболистки из Полице выиграли Кубок Польши, первенствовали в 1-й лиге «B» и вышли в ведущий дивизион чемпионата Польши — 1-ю лигу «А». В своём дебютном сезоне среди сильнейших команд страны «Комфорт» сделал «золотой» дубль, победив как в чемпионате, так и в розыгрыше Кубка Польши. Кроме этого, в 1994 команда, впервые участвуя в еврокубковом турнире, вышла в «финал четырёх» Кубка обладателей кубков ЕКВ, где в полуфинале уступила итальянской «Анконе» 1:3, но в матче за бронзовые медали победила немецкий «Шверинер» 3:0. В следующем сезоне уже под названием «Хемик» команда вновь первенствовала в обоих национальных турнирах — чемпионате и Кубке страны, а также дебютировала в Кубке европейских чемпионов, но, попав уже в 1/8-финала на фаворита турнира — российскую «Уралочку», выбыл из борьбы за главный клубный трофей Европы. В 1996 «Хемик» стал бронзовым призёром национального первенства, а после ещё двух сезонов в 1-й лиге «А» выбыл из ведущего дивизиона.

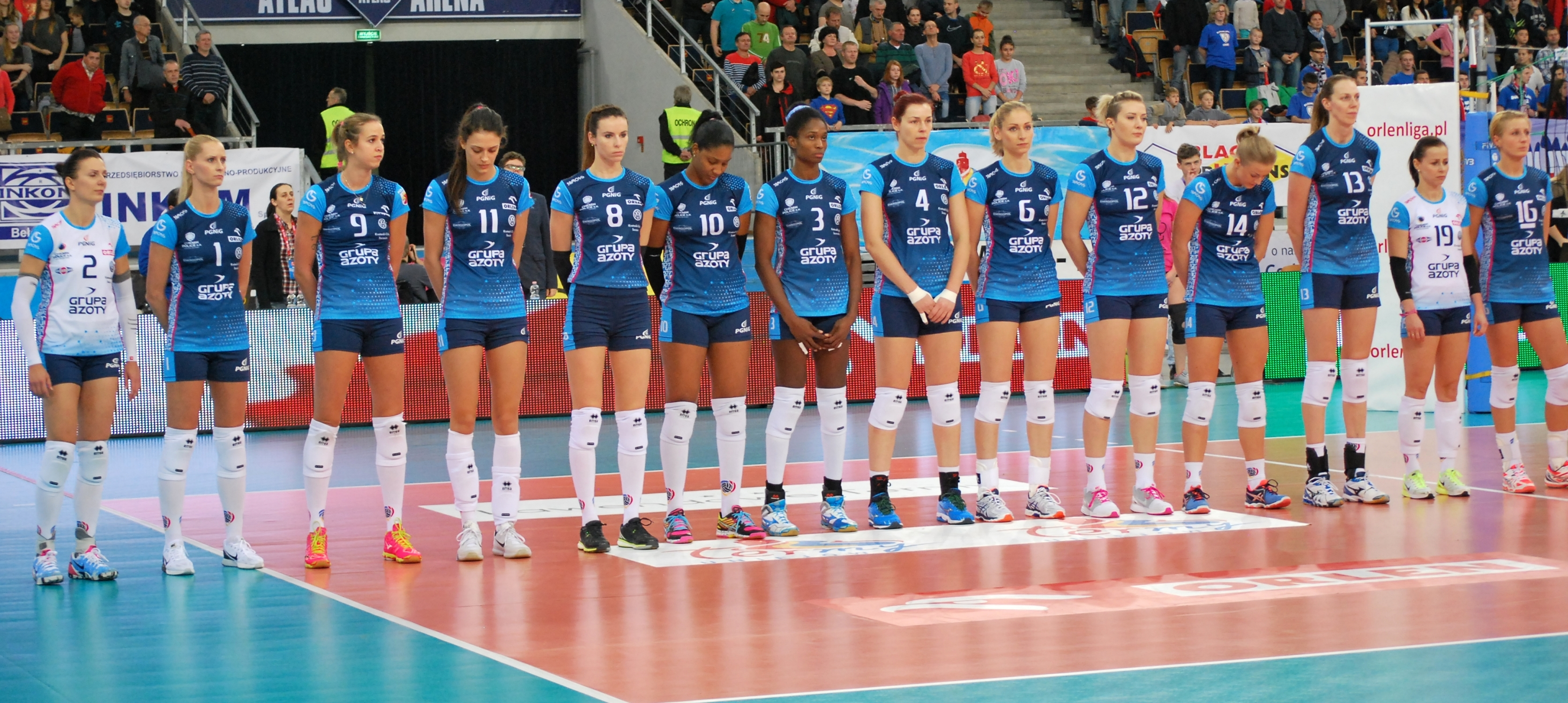
«Хемик». Сезон 2015-2016

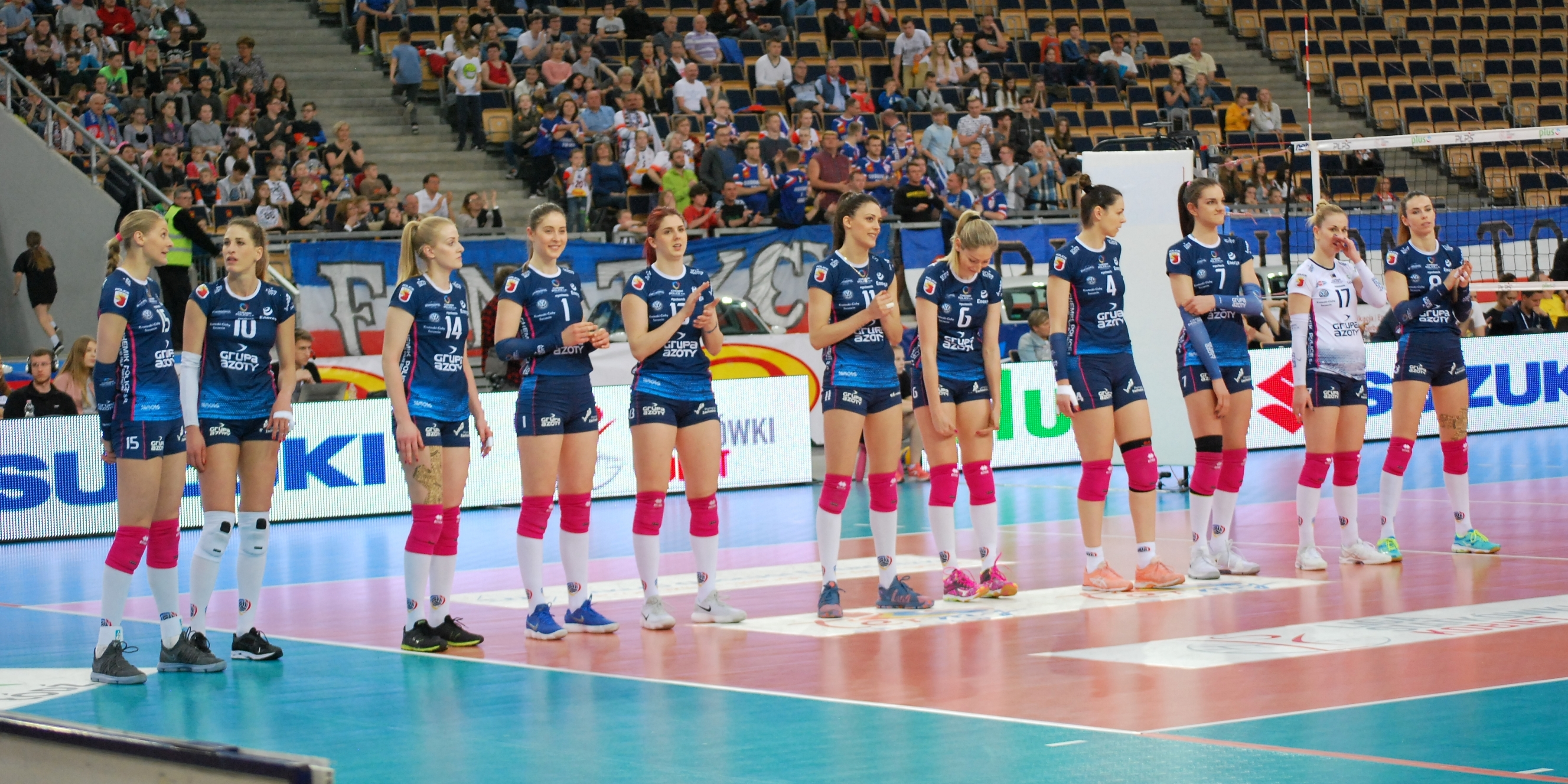
«Хемик». Сезон 2017-2018

Триумфальное возвращение «Хемика» в число сильнейших клубов Польши произошло в сезоне 2013/14, когда, как и 20 лет назад, команда с ходу сделала дубль, победив под руководством итальянского тренера Куккарини в чемпионате и Кубке страны. В последующие 4 сезона «Хемик» также первенствовал в чемпионате Польши и дважды брал национальный Кубок. В 2015 году «Хемик» принимал «финал четырёх» Лиги чемпионов, но дважды с одинаковым счётом 0:3 уступил итальянской «Унендо-Ямамай» (в полуфинале) и турецкому «Вакыфбанку» (в матче за 3-е место). В последующем волейболистки из Полице ещё 7 раз участвовали в Лиге чемпионов, но пройти дальше четвертьфинала им не удавалось.

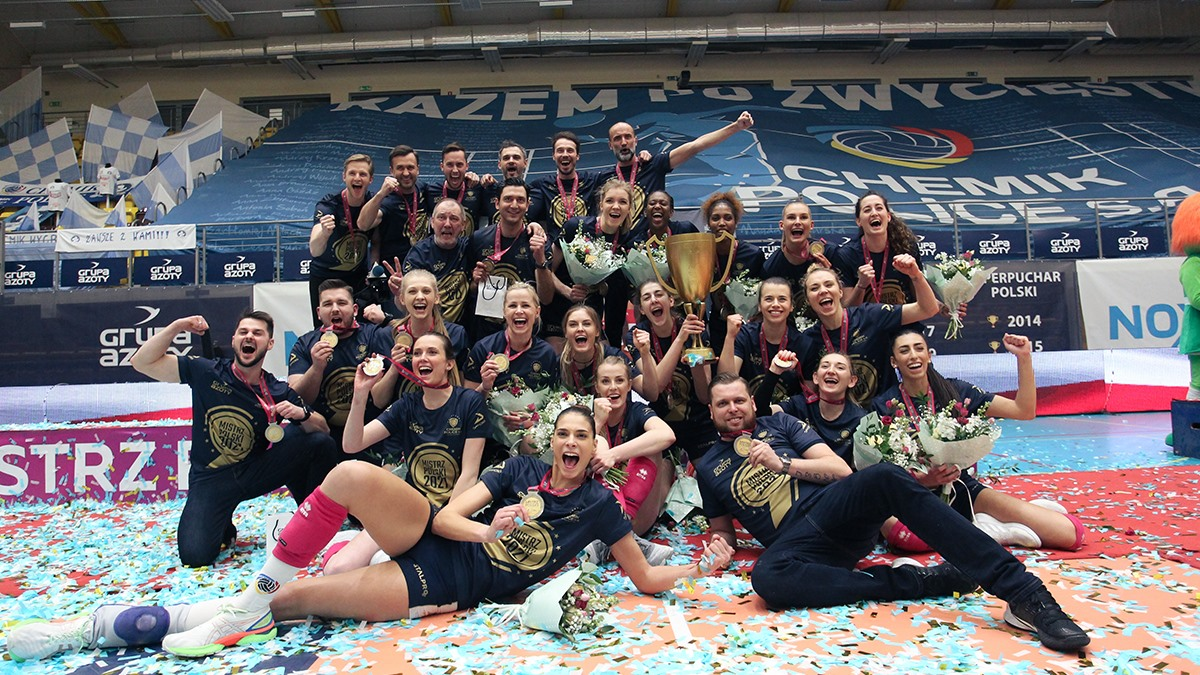
«Хемик» — чемпион Польши 2021

После годичного отступления с ведущих позиций в национальном чемпионате, когда в 2019 команда осталась без медалей первенства (хотя выиграл Кубок Польши), с 2020 по 2022 «Хемик» трижды подряд становился чемпионом страны.

## Волейбольный клуб «Хемик»
ВК «Хемик» включает две женские команды — «Хемик» (Таурон лига чемпионата Польши) и «СМС Полице» (2-я лига — 3-й по значимости дивизион).
- Президент клуба — Павел Франковский.

## Арена
С 2022 года домашние матчи ВК «Хемик» проводит в «Нетто Арене», расположенной в Щецине. Открыта в 2014 году. До 2017 носила название «Азоты Арена». Вместимость трибун — 7400 зрителей (стационарных мест — 5055). Служит домашней ареной также для баскетбольных и гандбольных команд.
До 2022 домашней ареной для «Хемика» служил городской спортивный зал Полице.  

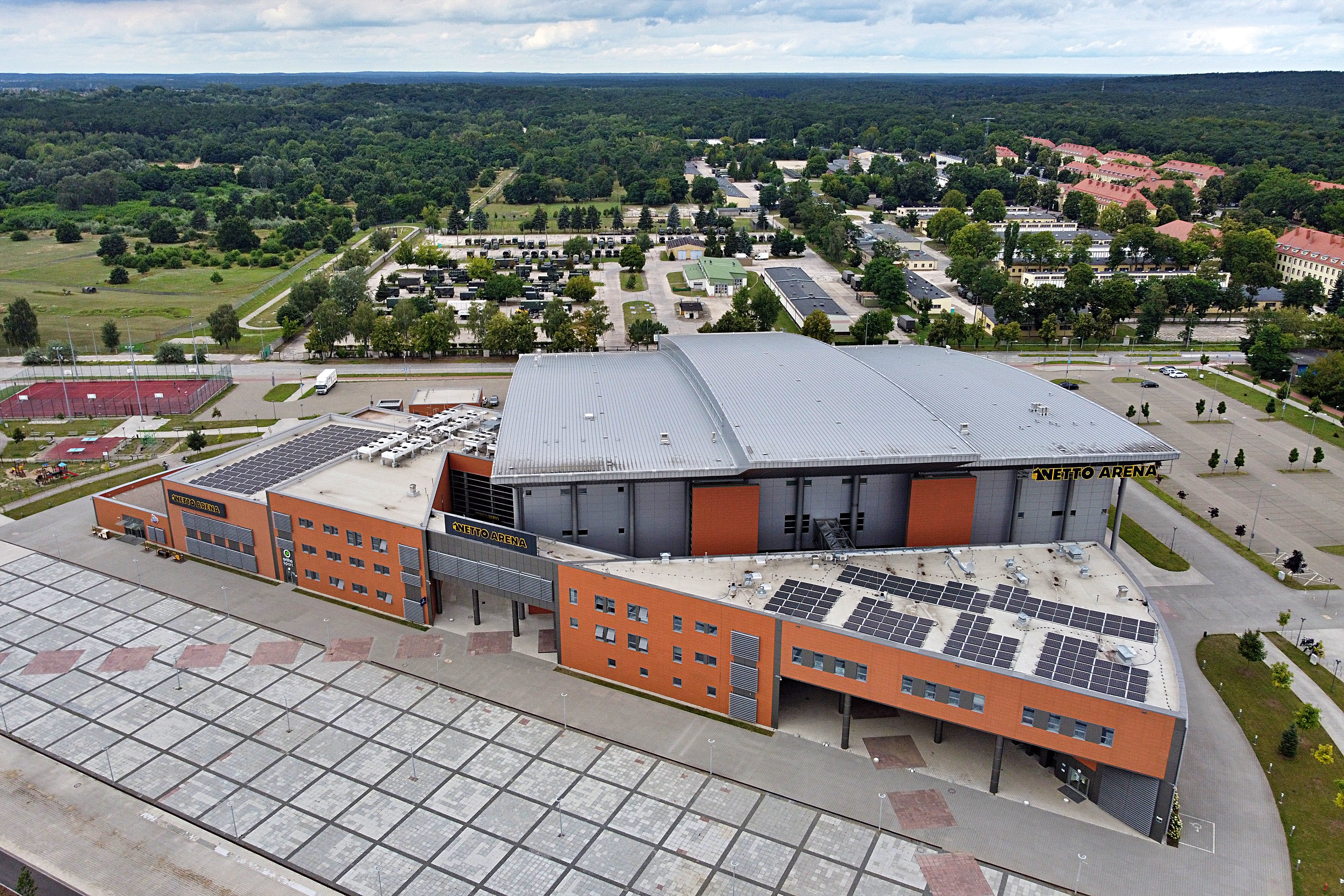
Нетто Арена
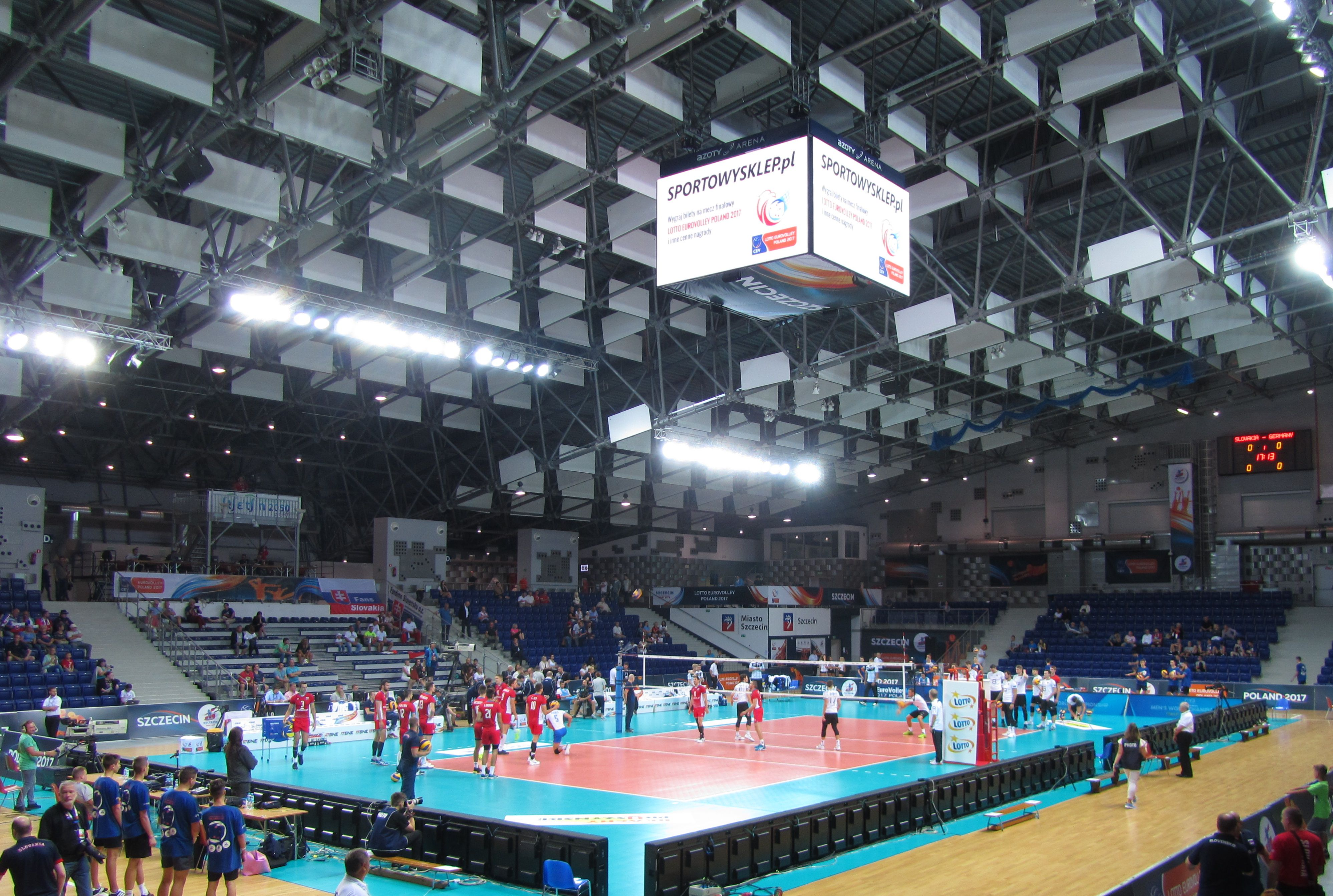
Нетто Арена (игровой зал)

## Сезон 2024—2025

### Переходы
Пришли: Э.Ропела-Пуздровская («Пломень»). Д.Домбровская («Ополе»), А.Новак («БКС Бостик» Бельско-Бяла), Е.Байч («Спартак», Сербия), М.Оцепа («Белосток»), А.Федорович, Ю.Хевельт (обе — «Стенжица»), В.Лохманчук («Буковинка», Украина), главный тренер Д.Михор («Стенжица»)
Ушли: Б.Онорио, Э.Инне-Варга, М.Ковалевская, А.Корнелюк, С.Шахин, М.Ягла, И.Василевская, М.Федусио, М.Лукасик, Н.Менджик, Дин Ся, главный тренер М.Фенольо.

### Состав
| №  | Имя, фамилия                | Год рождения | Рост | Амплуа      | Гражданство |
| -- | --------------------------- | ------------ | ---- | ----------- | ----------- |
| 1  | Элиза Ропела-Пуздровская    | 1989         | 181  | нападающая  | Польша      |
| 2  | Мартина Грайбер-Новаковская | 1995         | 180  | либеро      | Польша      |
| 7  | Диана Домбровская           | 2001         | 184  | связующая   | Польша      |
| 8  | Агата Новак                 | 1995         | 175  | либеро      | Польша      |
| 10 | Елена Байч                  | 2005         | 180  | связующая   | Сербия      |
| 11 | Магдалена Оцепа             | 1999         | 184  | центральная | Польша      |
| 12 | Ева Квятковская             | 1986         | 181  | центральная | Польша      |
| 13 | Доминика Пежхала            | 2003         | 190  | центральная | Польша      |
| 17 | Анна Федорович              | 2006         | 179  | нападающая  | Польша      |
| 18 | Юлия Хевельт                | 2006         | 184  | нападающая  | Польша      |
| 23 | Виктория Лохманчук          | 2001         | 194  | нападающая  | Украина     |

- Главный тренер — Давид Михор.
- Тренеры — Пётр Яняк, Томаш Генборис.